# Bombylius maculosus
Bombylius maculosus är en tvåvingeart som först beskrevs av Joseph Hannum Painter 1926.  Bombylius maculosus ingår i släktet Bombylius och familjen svävflugor. Inga underarter finns listade i Catalogue of Life.